# Autoroute A7 (Grèce)
Pour les articles homonymes, voir A7 et Autoroute A7.
L'autoroute A7, ou autoroute Corinthe–Tripoli–Kalamáta (en grec moderne : Αυτοκινητόδρομος Κόρινθος–Τρίπολη–Καλαμάτα) ou autoroute de la Morée (Αυτοκινητόδρομος Μωρέας, Aftokinitódromos Moréas) ou encore autoroute centrale du Péloponnèse  (Αυτοκινητόδρομος Κεντρικής Πελοποννήσου, Aftokinitódromos Kentrikís Peloponnísou) est une autoroute à péage dans le Péloponnèse en Grèce,,,.

## Situation
L'autoroute A7 commence à l'ouest de l'isthme de Corinthe, bifurquant de l'Autoroute A8.
La A7 traverse la péninsule dans une direction nord-est-sud-ouest, de Corinthe à Kalamáta via Tripoli.
Elle fait partie de la route européenne 65.
La longueur actuelle de l'autoroute A7 est d'environ 158 kilomètres, et la longueur de l'ensemble du réseau routier central du Péloponnèse avec ses embranchements latéraux est d'environ 205 kilomètres.
L'autoroute tire l'un de ses noms Morée du nom médiéval du Péloponnèse.

## Tracé
| Km     | Agglomérations lieux | Carte interactive |
| ------ | -------------------- | ----------------- |
| 0 km   | Corinthe             |                   |
| 37 km  | Némée                |                   |
| 50 km  | Lyrkía               |                   |
| 59 km  | Nauplie              |                   |
| 71 km  | Nestáni              |                   |
| 80 km  | Tripoli              |                   |
| 99 km  | Athíneo              |                   |
| 124 km | Pont de Tsakóna (en) |                   |
| 158 km | Kalamáta             |                   |